# Джастін Спрінґ
Джастін Спрінґ  (англ. Justin Spring, 11 березня 1984) — американський гімнаст, олімпійський медаліст.

## Виступи на Олімпіадах
| Олімпіада  | Дисципліна       | Місце             |
| ---------- | ---------------- | ----------------- |
| Пекін 2008 | абсолютний залік | 51 (кваліфікація) |
| Пекін 2008 | командний залік  | 3                 |
| Пекін 2008 | вільні вправи    | 55 (кваліфікація) |
| Пекін 2008 | паралельні бруси | 14 (кваліфікація) |
| Пекін 2008 | перекладина      | 12 (кваліфікація) |
| Пекін 2008 | кільця           | 57 (кваліфікація) |